# Rena Niehaus
Rena Niehaus (Oldenburg, 18 dicembre 1954) è un'attrice tedesca che ha partecipato a molti film italiani.

## Biografia
La sua principale attività nel mondo del cinema è stata quella di interprete. Tra i suoi lavori più interessanti il film La orca del 1976, diretto da Eriprando Visconti, nel quale ha interpretato la parte di Alice, una ricca studentessa sequestrata da una banda e Nero veneziano del 1978, di Ugo Liberatore.

## Filmografia

Lena Niehaus in Un amore targato Forlì (1976)

- I baroni, regia di Giampaolo Lomi (1975)
- Cuore di cane, regia di Alberto Lattuada (1975)
- La orca, regia di Eriprando Visconti (1976)
- Il maestro di violino, regia di Giovanni Fago (1976)
- Un amore targato Forlì, regia di Riccardo Sesani (1976)
- Oedipus orca, regia di Eriprando Visconti (1977)
- Una donna di seconda mano, regia di Pino Tosini (1977)
- Nero veneziano, regia di Ugo Liberatore (1978)
- Voglia di donna, regia di Franco Bottari (1978)
- Ciao cialtroni!, regia di Danilo Massi (1979)
- Arabella l'angelo nero, regia di Max Steel (Stelvio Massi) (1989)
- Il ritmo del silenzio, regia di Andrea Marfori (1991)